# Algathia buddha
Algathia buddha är en stekelart som först beskrevs av Cameron 1897.  Algathia buddha ingår i släktet Algathia och familjen brokparasitsteklar. Inga underarter finns listade i Catalogue of Life.